# Madiki Kavel
Madiki Kavel – miejscowość (plaats) i strefa (zone) w regionie Oranjestad-West w północno-zachodniej części kraju autonomicznego Aruba, należącego do Holandii, w Ameryce Południowej. 1 stycznia 2020 r. liczyła 2177 mieszkańców.   

## Podział administracyjny
W skład strefy wchodzi jedna miejscowość:
- Madiki Kavel

## Demografia
Strefa liczy 2177 mieszkańców (1 stycznia 2020).
| Kobiety | Mężczyźni |
| ------- | --------- |
| 975     | 1202      |